# 格林島 (貝特洛群島)

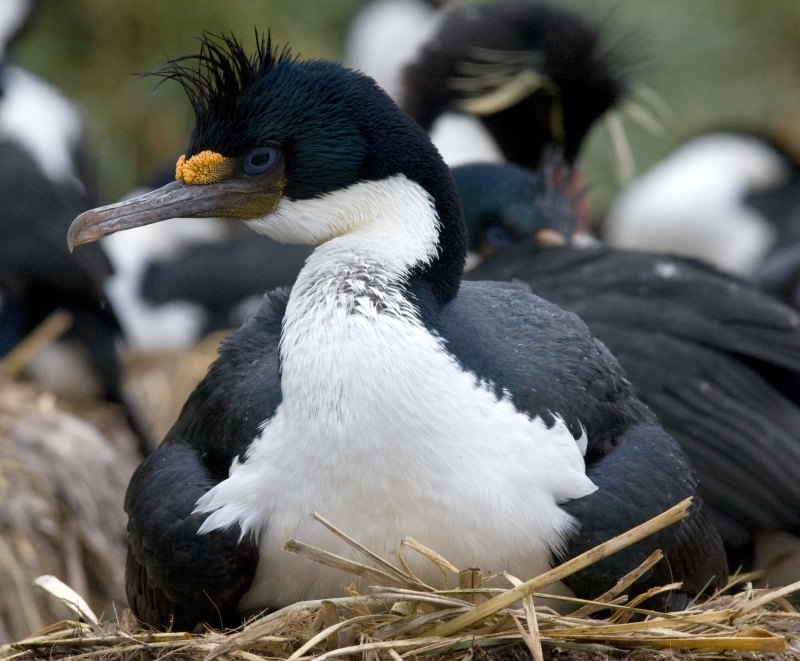

格林島（英語：Green Island），是南極洲的島嶼，位於葛拉漢地西岸，處於貝特洛群島的一部分，長0.52公里、寬0.5公里，面積0.2平方公里，海拔高度83米，現時由南極條約體系管理。